# Harlem Yu
Harelm Yu Cheng Qin (China: 庾澄庆; chino: 庾澄庆, pinyin: Yu Chengqing, Taipéi, 28 de julio de 1961) es un cantante, compositor y presentador de televisión taiwanés.

## Biografía
Está casado con Annie Shizuoka Inoh desde el año 2000.

## Carrera
Compositor de las canciones de rap por primera vez en mandarín, y la primera persona que han experimentado con el estilo R & B en China. Yu no sólo es un cantante bien establecido, pero también un gran presentador de muchos programas de televisión de éxito de variedades, entre las que hay que recordar lo intemporal "Súper Domingo". 

## Filmografía

### Series de televisión
| Año  | Título        | Personaje | Notas   |
| ---- | ------------- | --------- | ------- |
| 2018 | Meteor Garden | Xiao Ha   | ep. #50 |

## Discografía
| Nombre del álbum                       | Fecha de lanzamiento     | 发行        |
| -------------------------------------- | ------------------------ | ----------- |
| 伤心 歌手                              | 12 de diciembre de 1986  | 福茂 唱片   |
| 报告 班长 ( EP)                        | 1 de junio de 1987       | 福茂 唱片   |
| 我 知道 我 已经 长大                   | 6 de octubre de 1987     | 福茂 唱片   |
| 错过 的 爱                             | 2 de agosto de 1988      | 福茂 唱片   |
| 让 我 一次 爱 个够                     | 20 de julio de 1989      | 福茂 唱片   |
| 改变 所有 的 错                        | 13 de abril de 1990      | 福茂 唱片   |
| 管不住 自己                            | 6 de julio de 1991       | 福茂 唱片   |
| 顶尖 拍档                              | 30 de julio de 1992      | 福茂 唱片   |
| 哈林 音乐 电台                         | 2 de octubre de 1992     | 福茂 唱片   |
| 老实 情歌                              | 9 de septiembre de 1993  | 福茂 唱片   |
| 原音 重现                              | 25 de enero de 1994      | 福茂 唱片   |
| 靠近                                   | 9 de junio de 1995       | 新力 音乐   |
| 哈林 夜总会                            | 10 de diciembre de 1995  | 新力 音乐   |
| 请 开窗                                | 23 de septiembre de 1996 | 新力 音乐   |
| [MTV [Unplugged]]                      | 17 de diciembre de 1997  | 新力 音乐   |
| 哈林 音乐 频道                         | 14 de mayo de 1997       | 新力 音乐   |
| 只有 为 你                             | 25 de noviembre de 1997  | 新力 音乐   |
| 哈 宝宝 我 来 了                       | 1 de abril de 1998       | 新力 音乐   |
| 哈林 NO.1 $ 精选 辑                    | 10 de julio de 1998      | 新力 音乐   |
| 别走 ( EP)                             | 19 de agosto de 1998     | 新力 音乐   |
| 我 最 熟悉                             | 4 de mayo de 1999        | 新力 音乐   |
| 哈 LLYWOOD 哈林 音乐 电影院            | 5 de enero de 2000       | 新力 音乐   |
| 海啸                                   | 10 de mayo de 2001       | 新力 音乐   |
| 哈 世纪 Live Show                      | 22 de enero de 2002      | 新力 音乐   |
| 失物 招 领 爱 你 在 庾 式 情歌 蔓延 时 | 13 de noviembre de 2002  | 福茂 唱片   |
| 哈林 天堂                              | 6 de junio de 2003       | 新力 音乐   |
| 戒不掉                                 | 14 de julio de 2006      | 新力 博德曼 |
| 哈林 Señora 夜总会 de Noche            | 12 de diciembre de 2008  | 福茂 唱片   |
| 關 不掉 的 月光                        | 3 de mayo de 2013        | 福 茂唱片   |